# Johann Boguslaw von Zitzewitz
Johann Boguslaw von Zitzewitz (* 12. Februar 1724 auf Alt Jugelow; † 9. Januar 1803 in Bütow) war ein königlich-preußischer Generalmajor, Chef des Dragonerregiments Nr. 9 und Ritter des Ordens Pour le Mérite.

## Leben

### Herkunft
Seine Eltern waren Hans Heinrich von Zitzewitz und dessen Ehefrau Maria von Stojentin.

### Militärlaufbahn
Im Jahr 1744 trat er in die preußische Armee ein und kam in das Kürassier-Regiment Nr. 4 (Geßler). Während des zweiten schlesischen Krieges nahm er an den Schlachten von Hohenfriedberg und Soor teil, zudem an der Belagerung von Prag.
Er wurde am 8. August 1746 Kornett und am 10. April 1750 Leutnant, am 18. Mai 1761 wurde er Rittmeister und Kompaniechef. Im Siebenjährigen Krieg kämpfte er bei Prag, Kolin, Torgau und Breslau. 1760 zeichnete er sich im Gefecht bei Koßdorf aus und erhielt den Pour le Mérite.
Am 26. September 1764 wurde er Major, am 4. Juni 1778 Oberstleutnant und am 25. Februar 1778 Kommandeur des Regiments. Er nahm mit dem Regiment dann am Bayerischen Erbfolgekrieg teil. Am 25. Mai 1782 wurde er Oberst. Am 23. August 1785 wurde er zum Chef des Dragoner-Regiments Nr. 9 (Pomeiske) ernannt und am 22. September 1785 zum Generalmajor befördert.
Am 1. Dezember 1788 erhielt er auf eigenes Gesuch seine Entlassung. Er zog zunächst auf sein Gut Bielitz in Westpreußen. Dieses verkaufte er 1796 und kaufte dafür Kettlewitz bei Lauenburg in Pommern. Dieses verkaufte er 1801 und zog nach Bütow, wo er 1803 starb.

### Familie
Er heiratete am 25. April 1771 in Sürchen (Wohlau) Johanna Friederike von Köckritz und Friedland aus dem Haus Sürchen (* 15. April 1749; † 26. August 1808), Tochter von Friedrich Otto von Köckritz (1725–1762). Das Paar hatte folgende Kinder:
- Friedrich Bogislaus (* 27. September 1772; † 1796)
- Friederike Henriette (* 7. April 1774) ⚭ Friedrich Heinrich von Zitzewitz (1773–1840)
- Beate Elisabeth (* 3. Juni 1776; † 1778)
- Johann Karoline (* 4. April 1778) ⚭ Otto Ewald von Wussow (1775–1849), Leutnant im Dragoner-Regiment Nr. 2, Bürgermeister von Bütow
- Johann Ernst (* 22. Juni 1781; † 1783)
- Gottlob Wilhelm (* 8. Dezember 1783; † 5. April 1855) ⚭ 1806 Henriette von Blanckenburg[3]

## Bemerkung
1. ↑  Nach König ist er ein Bruder von Peter Christoph von Zitzewitz Sohn von Peter Friedrich von Zitzewitz (1689–1736), Herr auf Dumröse, nach Priesdorff ist er der Sohn von Hans Heinrich von Zitzewitz und dessen Ehefrau Maria von Stojentin.
2. ↑  Marcelli Janecki: Handbuch des Preußischen Adels, Band 1, E. S. Mittler & Sohn, Berlin 1892, S. 273
3. ↑  Nachkommen

| Personendaten    | Personendaten                                                        |
| ---------------- | -------------------------------------------------------------------- |
| NAME             | Zitzewitz, Johann Boguslaw von                                       |
| KURZBESCHREIBUNG | königlich preußischer Generalmajor, Chef des Dragonerregiments Nr. 9 |
| GEBURTSDATUM     | 12. Februar 1724                                                     |
| GEBURTSORT       | Alt Jugelow                                                          |
| STERBEDATUM      | 9. Januar 1803                                                       |
| STERBEORT        | Bütow                                                                |